# 압축 파일 라이브러리
압축 파일 라이브러리(Compressed file library, CFL)는 프로그램(보통 게임)을 위한 가상 파일 시스템처럼 동작하도록 설계되었다. 파일 접근 횟수를 낮추고, 모든 게임 리소스를 압축하여 인코딩한다. CFL은 Fathammer사가 개발한 다중 플랫폼 무선 3차원 게임 엔진, 곧 X-Forge에 의해 사용된다. 또한 3차원 캐릭터 모델로서 IMVU에 의해 사용된다.